# Safi (provins)
Safi (arabiska: إقليم آسفي, franska: Province de Safi) är en provins i Marocko.   Den ligger i regionen Marrakech-Safi, 280 km sydväst om huvudstaden Rabat. Antalet invånare är 881 007. Arean är 7 285 kvadratkilometer.